# N69 (België)
De N69 is een gewestweg in de Belgische provincies Limburg en Luik. Deze weg vormt de verbinding tussen Tongeren en Hannuit. De hele gewestweg volgt een deel van het tracé van de Via Belgica, de Romeinse heerbaan tussen Tongeren en Bavay. De lokale naam van de weg is voor een groot deel Romeinse Kassei. In het Franstalige deel heet de weg Chaussée Romaine.
De totale lengte van de N69 bedraagt ongeveer 33 kilometer.
In de nabijheid van de N69 liggen verschillende Romeinse tumuli, bij:
- Koninksem de Tumulus van Koninksem aan de Romeinse Kassei en de Paardsweidestraat
- Wouteringen de Tumulus van Wouteringen met daarop een kapelletje
- Borgworm de Tumulus van Borgworm en de twee Tumuli van het Bos van de Tombes

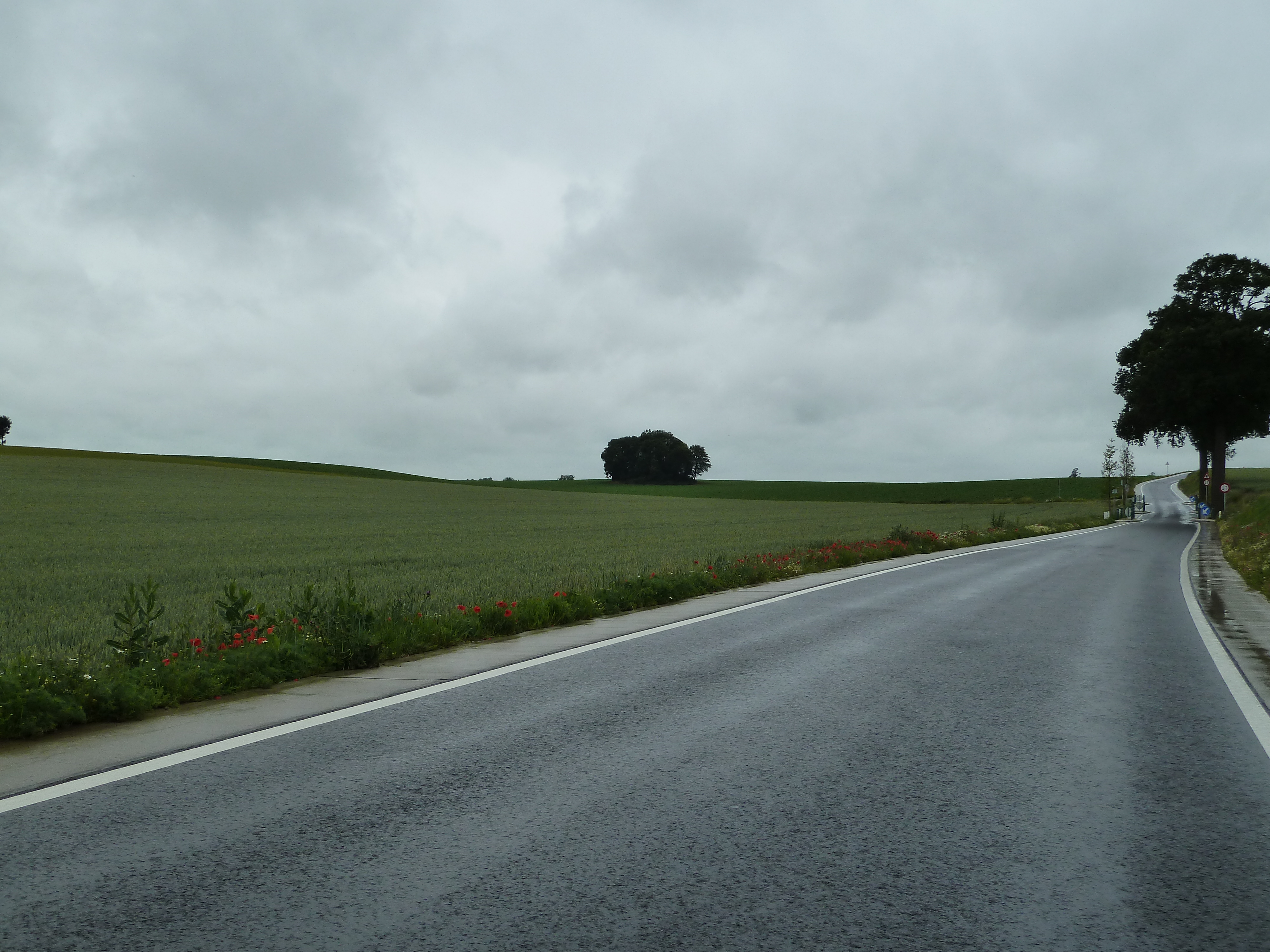
De N69 ter hoogte van de Tumulus van Avennes

- Celles de Tumulus van Saives
- Omal de vijf Tumuli van Omal
- Avennes de Tumulus van Avennes
- Moxhe de Tombe de l'Empereur

## Plaatsen langs de N69

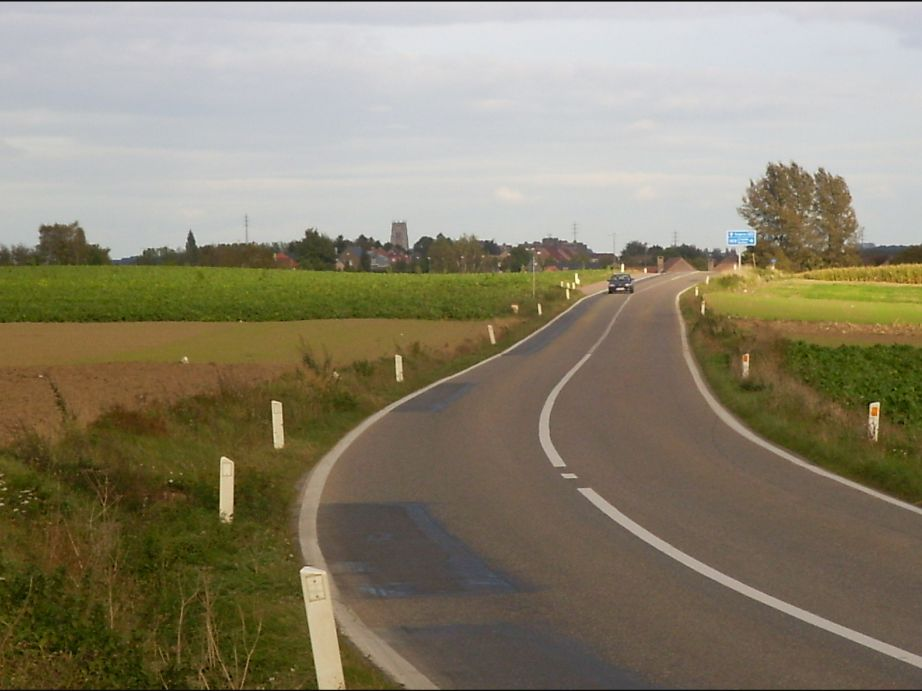
De Romeinse kassei in de buurt van Tongeren

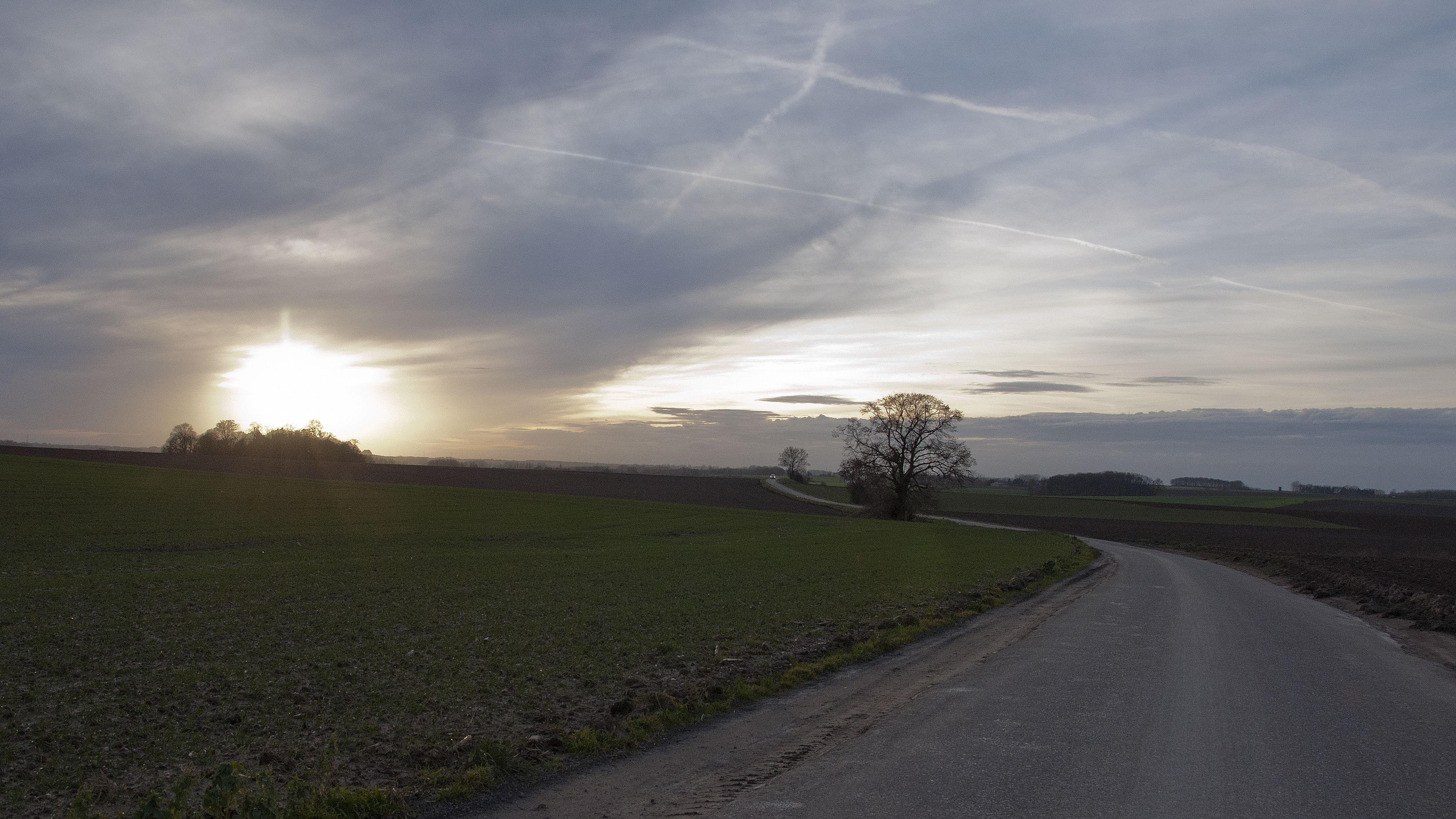
Heerweg Tongeren-Bavai te Moxhe, nu de N69

- Tongeren
- Koninksem
- Oerle
- Borgworm
- Grand-Axhe
- Omal
- Braives
- Moxhe bij Hannuit